# Mỏ rộng xanh
Mỏ rộng xanh, tên khoa học là Psarisomus dalhousiae, là một loài chim trong họ Eurylaimidae. Mỏ rộng xanh sinh sống ở Hymalaya, Đông Nam Á.
Chim trưởng thành bộ lông có màu xanh lục thẫm, đầu và gáy có màu đen, hai bên gáy có hai vệt vàng nhạt. Mặt, họng, vòng cổ vàng nghệ. Lông cánh sơ cấp và thứ cấp màu đen, xanh lục và lúc bay nhìn thấy có vệt trắng. Lông đuôi dài và hẹp, có màu xanh thẫm ở trên và đen ở dưới. Chim non có màu tối hơn và đầu xanh Chim trưởng thành bộ lông có màu xanh lục thẫm, đầu và gáy có màu đén
Chim sống định cư và làm tổ ở rừng rậm những nơi có độ cao khoảng dướí 1500 - 1800m. Thường gặp kiếm ăn và làm tổ ở tầng trên của rừng.

## 1.Phân loại
- Chim mỏ rộng đuôi dài là một loài chim biết hót (Passeriformes) thuộc họ Eurylaimidae, một nhóm chim có đầu rộng và mỏ phẳng, rộng. Nó là loài chim duy nhất thuộc chi Psarisomus. Tên khoa học tưởng nhớ Christina Broun, Nữ bá tước Dalhousie (1786–1839), vợ của George Ramsay, Bá tước thứ 9 của Dalhousie.
- Hiện có năm phân loài được công nhận

## 2.Mô tả
- Chim mỏ rộng đuôi dài trưởng thành có cổ và mặt màu vàng tươi, nơi có mảng màu vàng ở mỗi bên chẩm. Các lông màu vàng tiếp tục kéo dài xuống tạo thành một dải mỏng quanh cổ. Có 1 lớp lông màu vàng

## Hình ảnh

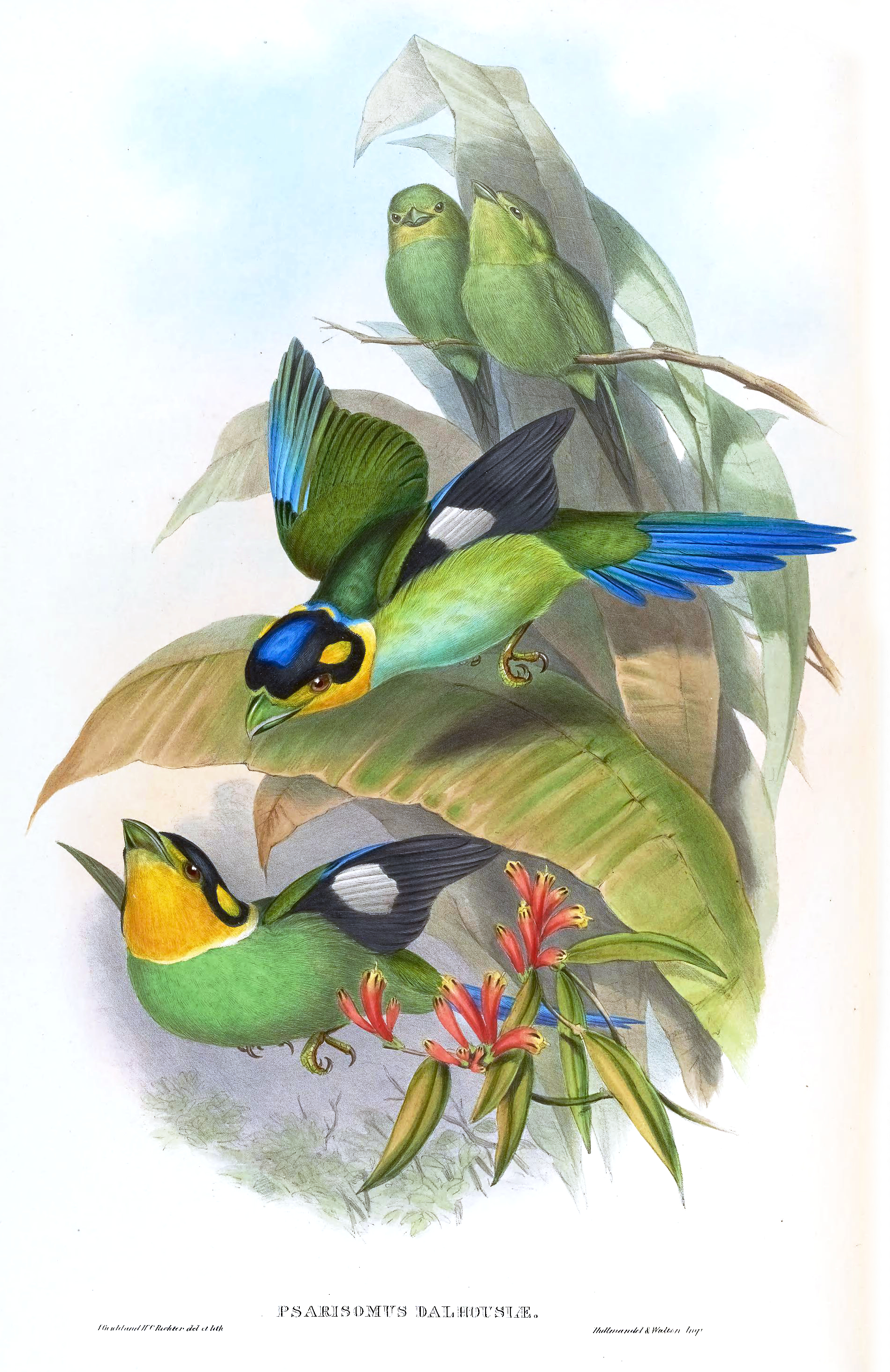
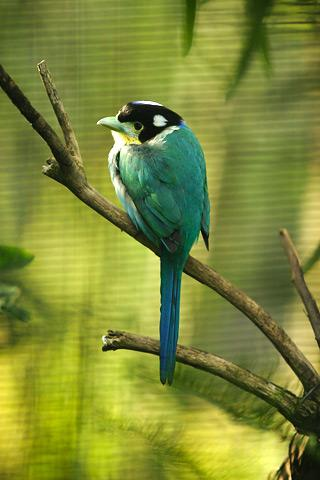
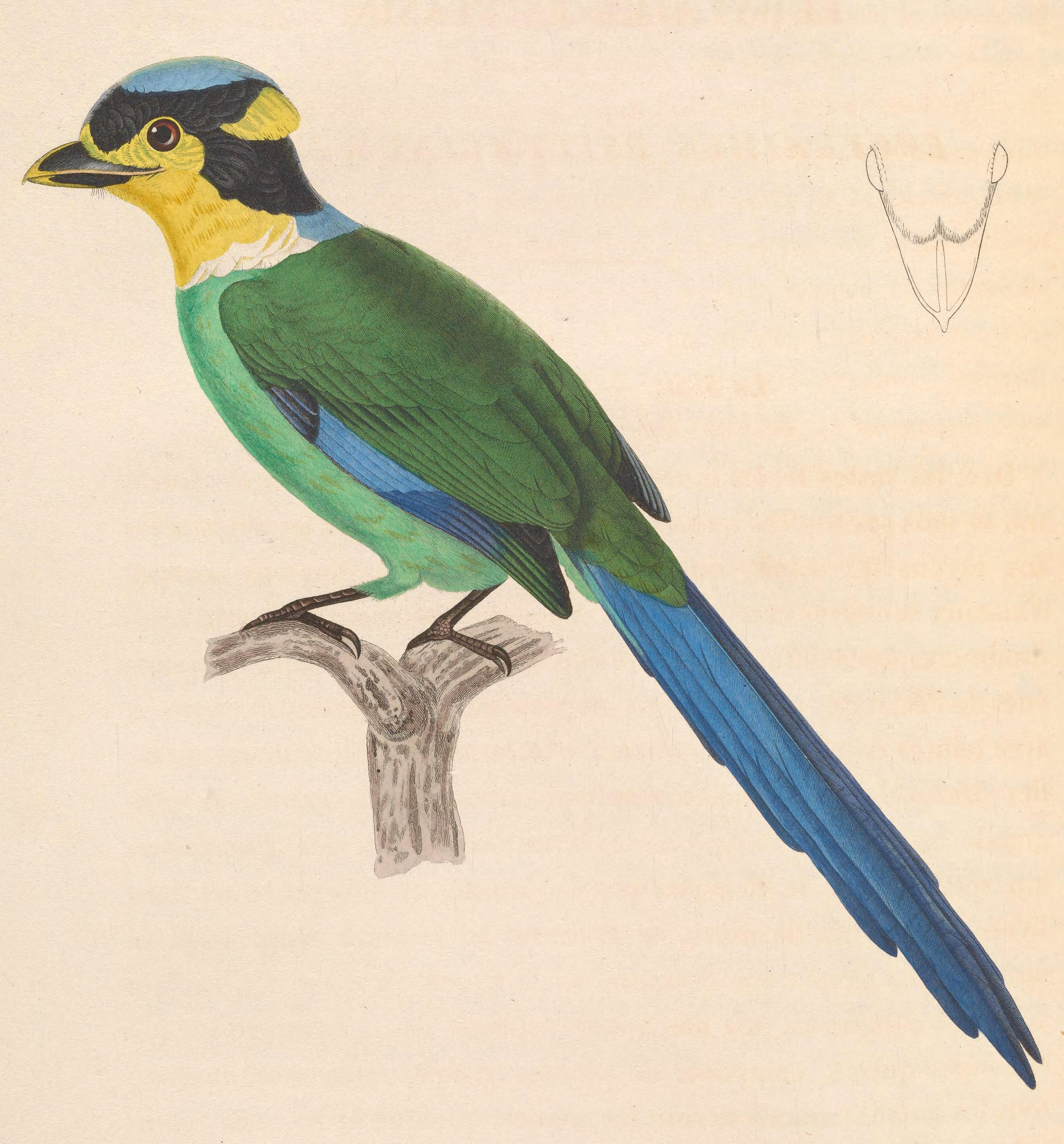
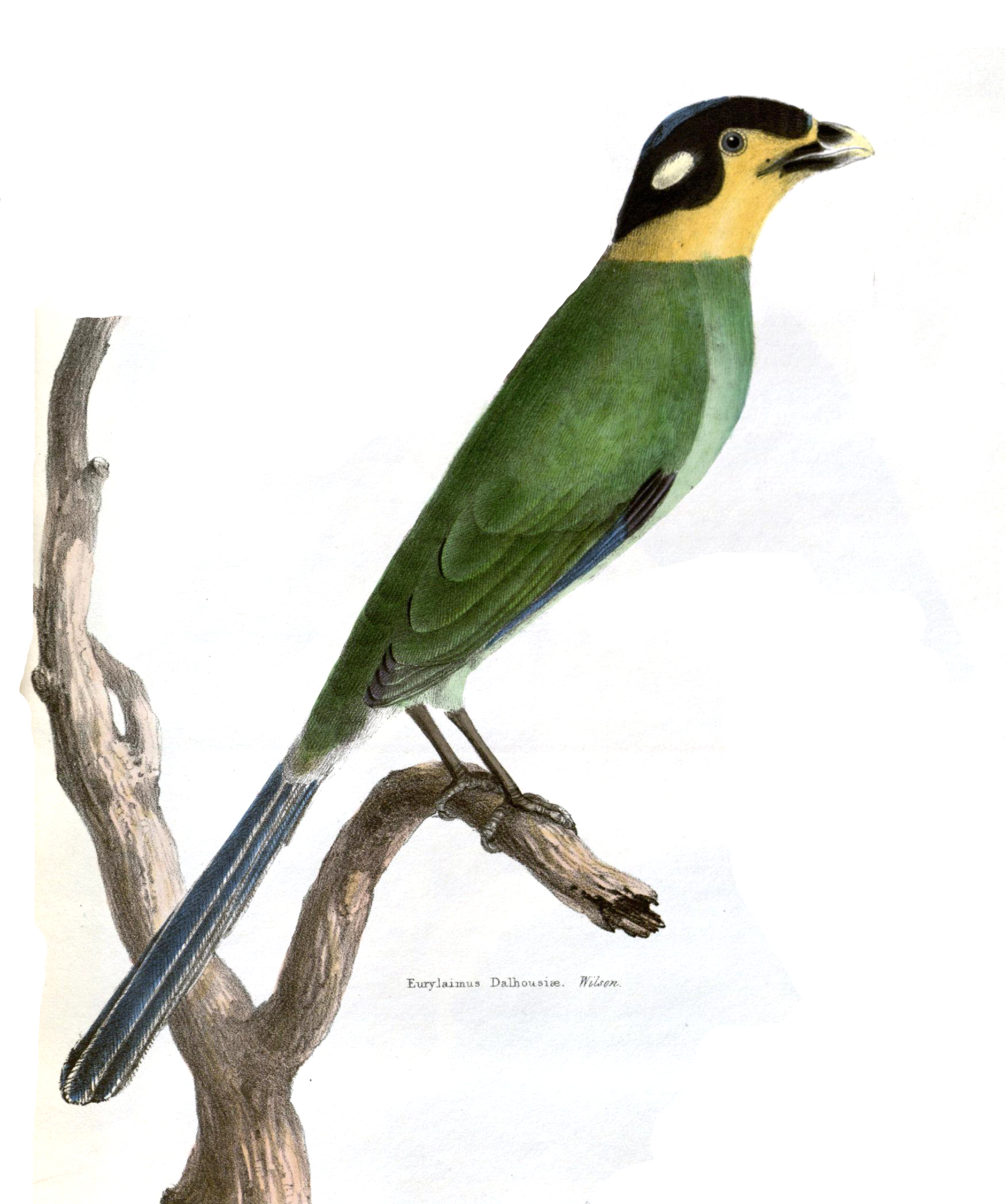